# Friedrich von Amerling

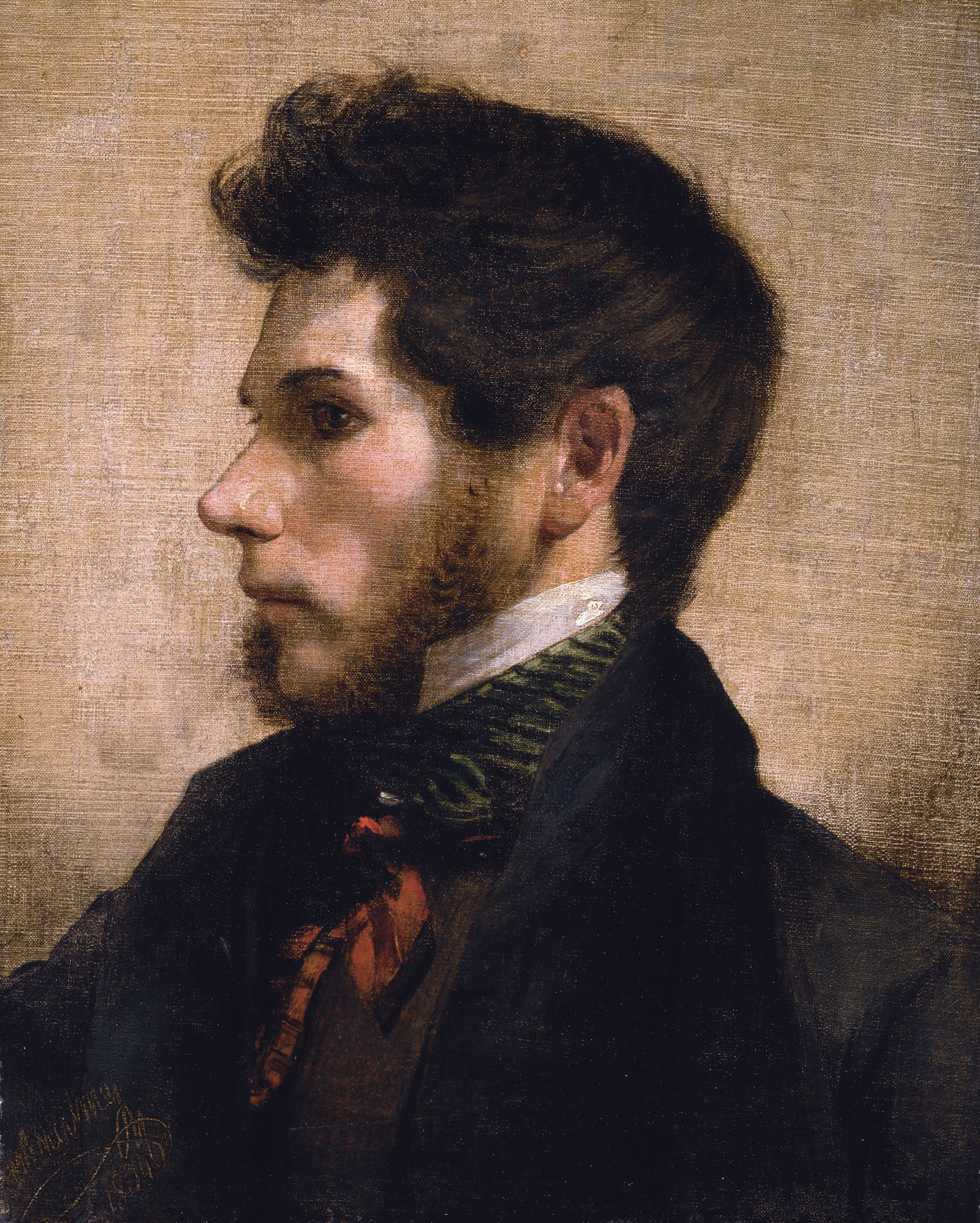
Friedrich von Amerling, självporträtt.

Friedrich von Amerling, född 14 april 1803 i Wien, död 14 januari 1887 i Wien, var en österrikisk porträttmålare.

## Biografi
Amerling var lärjunge till sir Thomas Lawrence i London och därefter till Horace Vernet i Paris. Med porträttet av kejsar Frans I i kröningsdräkt (1832) grundlade han sitt rykte som Wiens främste konstnär i sitt fack. 
Åren 1841-1844 tillbragte han i Rom och Florens. Till denna och följande tid hör hans bästa arbeten, som porträtten av Thorvaldsen, Grillparzer och furst Windischgrätz. Av hans övriga arbeten må nämnas Lutspelerskan, Den läsande österländskan, Rebecka, Judit. Hans levnadsteckning skrevs av L.A. Frankl (1889).